# Bukit Pedusunan
Bukit Pedusunan is een bestuurslaag in het regentschap Kuantan Singingi van de provincie Riau, Indonesië. Bukit Pedusunan telt 1181 inwoners (volkstelling 2010).